# Comuna de Prószków
Prószków (em alemão: Gemeinde Proskau; anteriormente, gmina Pruszków) é uma comuna urbano-rural na voivodia de Opole, no condado de Opole. Nos anos de 1975–1998, a comuna fazia parte administrativamente da antiga voivodia de Opole. Em 2006, o alemão foi introduzido na comuna como língua auxiliar e, em 2010, nomenclatura geográfica bilíngue para todas as localidades independentes (desde 2011, quando o nome de Przysieczy foi acordado).
A sede da comuna é Prószków.
Segundo dados de 31 de dezembro de 2022, a comuna era habitada por 8 932 pessoas.
Em 1 de janeiro de 2017, a cidade de Winów foi separada da comuna e incorporada a Opole. A população da comuna diminuiu em 713 habitantes e a área em 2,79 km².

## Estrutura da superfície
Segundo dados de 2002, a comuna de Prószków tem uma área de 118,3 km², incluindo:
- Terras agrícolas: 55%
- Área florestal: 34%

A comuna constitui 7,5% da área do condado.

## Demografia
Dados em 31 de dezembro de 2022:
| Descrição                         | Total     | Total | Mulheres  | Mulheres | Homens    | Homens |
| --------------------------------- | --------- | ----- | --------- | -------- | --------- | ------ |
| unidade                           | habitante | %     | habitante | %        | habitante | %      |
| população                         | 8 932     | 100   | 4 663     | 52,2     | 4 269     | 47,8   |
| densidade populacional (hab./km²) | 75,5      | 75,5  | 39,4      | 39,4     | 36,1      | 36,1   |

No censo demográfico de 2021, 17,96% dos residentes declararam nacionalidade alemã, 13,94% nacionalidade silesiana, 0,40% nacionalidade ucraniana, enquanto 0,03% dos residentes permanecem sem uma nacionalidade estabelecida.

## Povoamento humano
- Boguszyce/Boguschütz,
- Chrząszczyce/Chrzumczütz,
- Chrzowice/Chrzowitz,
- Folwark/Follwark,
- Górki/Gorek,
- Jaśkowice/Jaschkowitz,
- Ligota Prószkowska/Ellguth Proskau,
- Nowa Kuźnia/Neuhammer,
- Prószków/Proskau
- Przysiecz/Przyschetz,
- Zimnice Małe/Klein Schimnitz,
- Zimnice Wielkie/Gross Schimnitz,
- Złotniki/Zlattnik,
- Źlinice/Zlönitz.

## Comunas vizinhas
Biała, Komprachcice, Korfantów, Krapkowice, Opole, Strzeleczki, Tarnów Opolski, Tułowice